# فاو بحری، قنا
فاو بحری (به عربی: فاو بحري)، روستایی از توابع دشنا در استان قنا و کشور مصر است.

## جمعیت
براساس سرشماری سال ۲۰۰۶ مصر، جمعیت آن ۲۱۶۲۰ نفر(۱۱۱۰۰ مرد و ۱۰۵۲۰ زن) بوده‌است.